# Toni Borevković
Toni Borevković, né le 18 juin 1997 à Slavonski Brod en Croatie, est un footballeur croate qui évolue au poste de défenseur central au Vitória SC.

## Biographie

### Carrière en club

#### NK Rudeš
Formé au Dinamo Zagreb, Toni Borevković ne joue pourtant aucun match avec son club formateur. En 2016, il est prêté au NK Rudeš, club de deuxième division croate, qui lui permet de faire ses débuts en professionnel. Il joue son premier match le 27 février 2016, contre le HNK Cibalia (match nul 0-0). À l'issue de la saison, il est transféré définitivement au NK Rudeš. Il s'impose comme un titulaire lors de l'exercice 2016-2017, saison où le club termine à la première place, et se voit donc sacré Champion de Croatie de deuxième division, accédant également à l'échelon supérieur.
Borevković découvre alors la première division croate lors de la saison 2017-2018. Il joue son premier match dans l'élite le 16 juillet 2017, contre le NK Osijek (match nul 1-1). Titulaire indiscutable dans la défense du NK Rudeš, il réalise une saison pleine. Le 13 avril 2018, il inscrit son premier but en professionnel, et donc en faveur du NK Rudeš, lors d'une victoire de son équipe face au HNK Rijeka (4-2).

#### Rio Ave
En juillet 2018, Toni Borevković s'engage pour un contrat de cinq ans avec le Rio Ave FC, au Portugal. Le 26 juillet 2018, il joue son premier match sous ses nouvelles couleurs, à l'occasion d'un match de Ligue Europa face au Jagiellonia Białystok, où son équipe s'incline (1-0).
En janvier 2020, durant le mercato hivernal, certains médias annoncent un intérêts de plusieurs clubs anglais pour le joueur, comme Blackburn Rovers ou l'AFC Bournemourh. Mais Borevković reste à Rio Ave.

#### Vitória SC
Le 8 juillet 2021, Toni Borevković rejoint un autre club portugais, le Vitória SC, pour un contrat courant jusqu'en juin 2026.

#### Hajduk Split
Le 20 juin 2022, Toni Borevković fait son retour dans son pays natal en rejoignant le Hajduk Split sous la forme d'un prêt d'une saison, avec option d'achat.

### En sélection nationale
Le 4 septembre 2017, Borevković fête sa première sélection avec l'équipe de Croatie espoirs, en match amical contre l'Autriche.

## Palmarès
NK Rudeš
- Champion de Croatie de deuxième division en 2017.